# Grottoes
Grottoes est une municipalité américaine située dans le comté de Rockingham en Virginie.
Selon le recensement de 2010, Grottoes compte 2 668 habitants. La municipalité s'étend alors sur une superficie de 1,91 mille carré (4,95 km2), dont une petite partie se trouve dans le comté d'Augusta voisin : 0,04 mille carré (0,1 km2) pour sept habitants.
Habitée dès le XVIIIe siècle, la localité est nommée Liola puis The Grottoes en 1888. La ville est fondée deux ans plus tard sous le nom de Shendun par la Grottoes Company. L'Assemblée générale de Virginie lui accorde le statut de municipalité le 16 février 1892. Elle adopte finalement le nom de Grottoes en 1912 en référence aux Grand Caverns (en).